# Sagchudak
Sagchudakh (o anche Sagtchudakh) è una piccola isola che fa parte del gruppo delle Andreanof, nell'arcipelago delle Aleutine; si trova nel mare di Bering e appartiene all'Alaska (USA). L'isola, quasi rettangolare, misura 2,3 km di lunghezza per 1 km di larghezza e si trova a 1,5 km al largo della costa meridionale dell'isola Atka. È stata registrata dal capitano Teben'kov nel 1852.